# Habersbach (Kahl)
Der Habersbach ist ein etwas über 2 Kilometer langer Mittelgebirgsbach im bayerischen Spessart und ein rechter Zufluss der Kahl im unterfränkischen Landkreis Aschaffenburg.

## Einzelnachweise

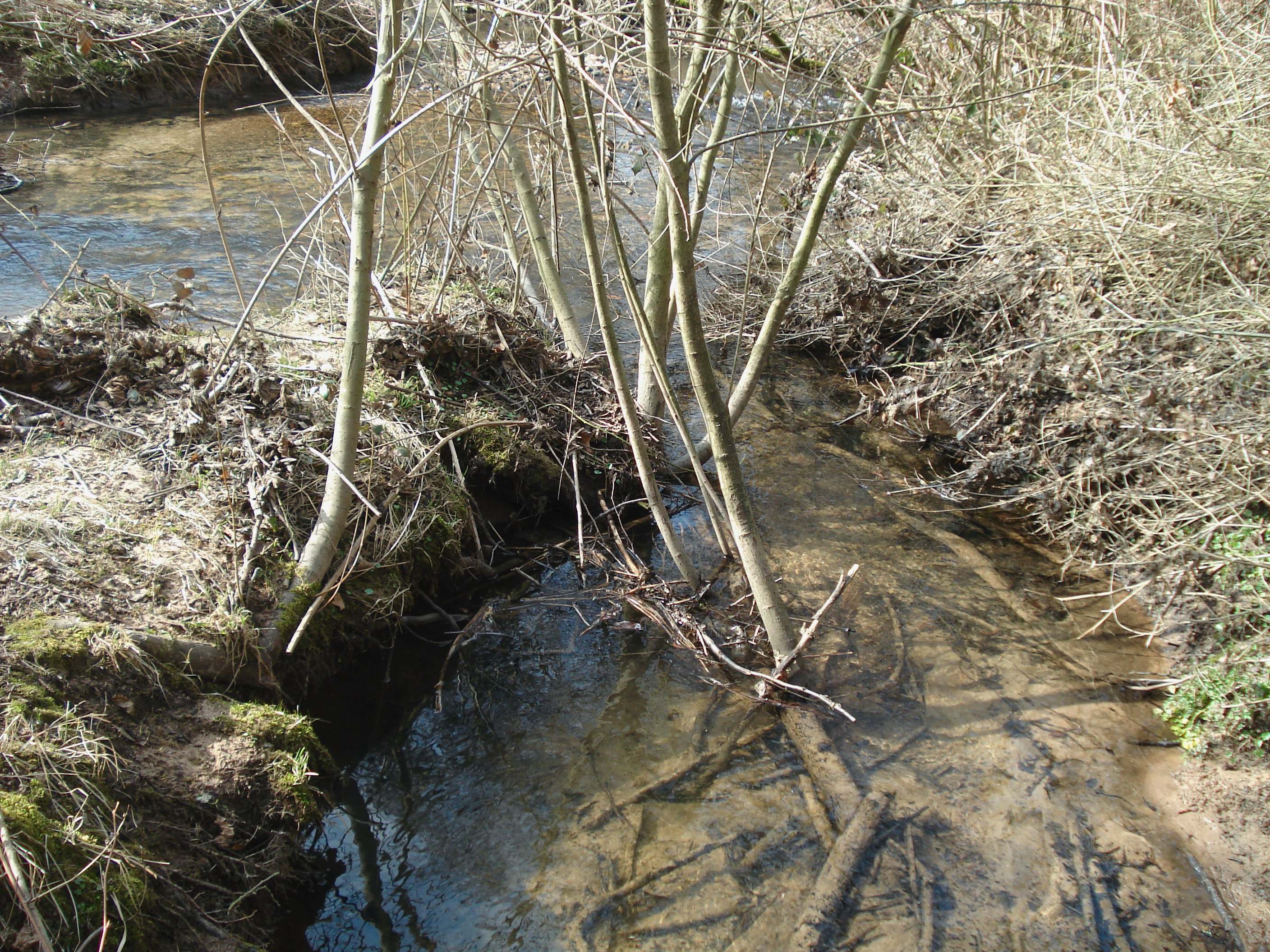
Der Habersbach mündet in die Kahl

## Geographie

### Verlauf
Der Habersbach entspringt im Huckelheimer Wald, auf der zu Kleinkahl gehörenden Gemarkung Huckelheim, in einem Tal zwischen dem Hohen Querberg (474 m) und dem Lindenberg (465 m), östlich von Westerngrund. Er fließt nach Süden und wird vom Bach aus dem Fuchsborn verstärkt. Vorbei am Habersberg (428 m) verläuft er zum Wesemichshof, wo er die Staatsstraße 2305 unterquert. Dort wird ein Teil seines Wassers als Zuleitung eines Fischweihers genutzt. Der andere Teil des Habersbaches mündet direkt in die Kahl.

### Flusssystem Kahl
- Fließgewässer im Flusssystem Kahl